# Snoqualmie (Washington)
Snoqualmie je grad u američkoj saveznoj državi Washington. Prema popisu stanovništva iz 2010. u njemu je živjelo 10.670 stanovnika.